# CSA Steaua Bucarest (football)
Pour les articles homonymes, voir Steaua.
Maillots
Le CSA Steaua Bucarest est un club roumain de football professionnel basé à Bucarest. Fondé en 1947 sous le nom d'Asociația Sportivă a Armatei București, le club est la section football du CSA Steaua Bucarest, refondée en 2017 à la suite d'une querelle juridique entre l'armée roumaine et le propriétaire du Fotbal Club FCSB, George Becali, qui avait acquis le club après la chute du régime communiste.

## Histoire du club

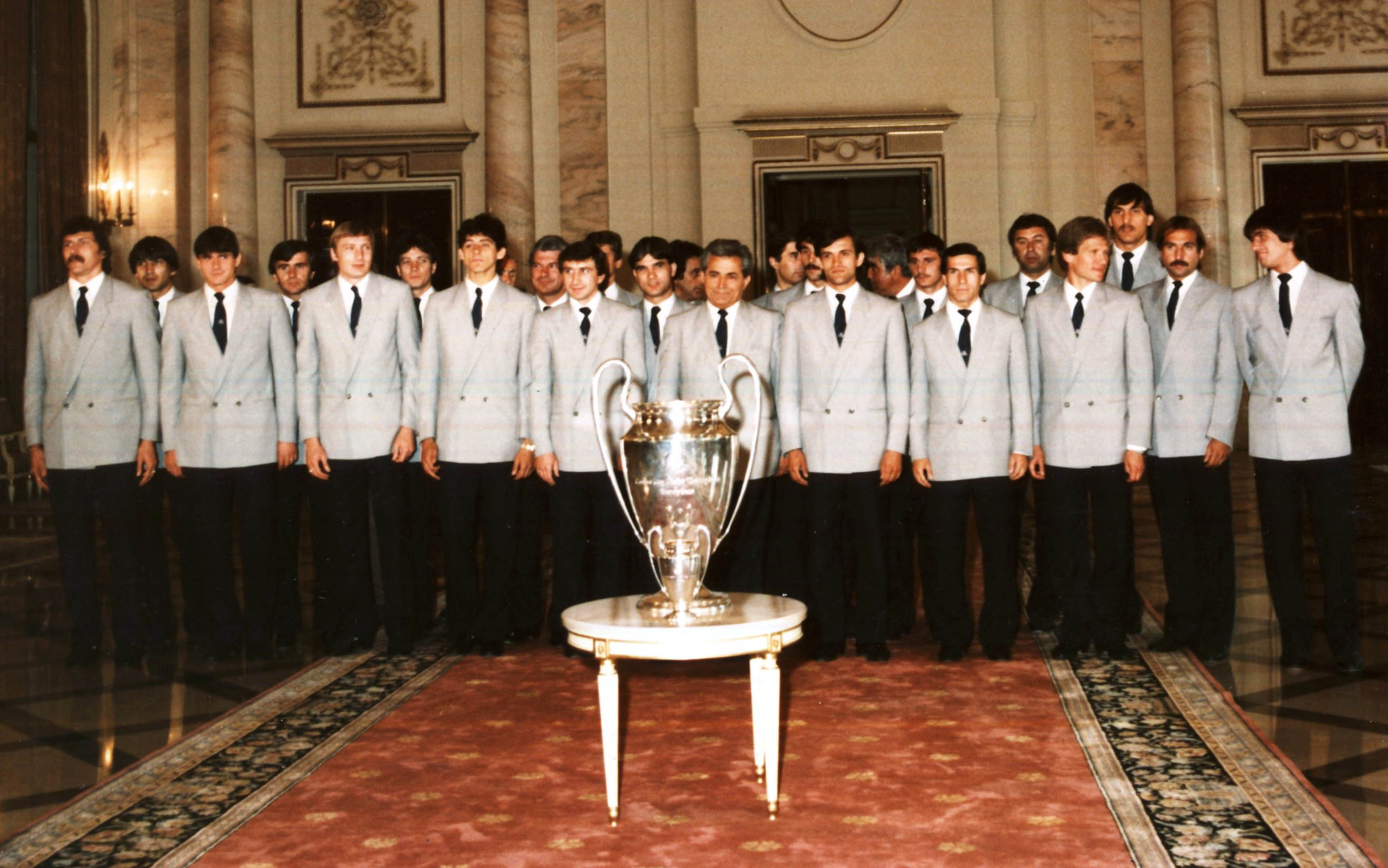
Les joueurs du Steaua après leur sacre à la Coupe des clubs champions européens 1985-1986

Le Fotbal Club Steaua București (L’étoile de Bucarest) a vu le jour le 7 juin 1947, par un ordre du Ministre de la Défense, Mihai Lascăr. À l’été 1946, quelques généraux et officiers supérieurs de l’armée roumaine ont entamé les démarches pour la création d’un club militaire et d’une équipe de football représentatifs de l’armée. Quelques mois plus tard, au printemps 1947, le club Asociația Sportivă a Armatei (L’Association Sportive de l’Armée) est créé.
Ștefan Septville, capitaine de l’équipe, devient également son responsable technique. La même année, alors qu’elle doit jouer un match de barrage pour son accession en Divizia B (seconde division), l’AS Armata Bucarest est directement admise en Divizia A, l’élite roumaine, à la place de l’équipe Carmen, exclue de toute activité sportive. Le premier entraîneur du promu est Coloman Braun-Bogdan. Devenue entretemps Casa Centrală a Armatei (La Maison Centrale de l’Armée), le club remporte son premier championnat en 1951, sous la baguette de Gheorghe Popescu, lieutenant à l’époque de la création de l’équipe. CCA gagnera encore 5 titres de Champion de Roumanie en 10 ans. Et c’est à l’été 1962 que l’équipe prend son nom actuel : Steaua București.

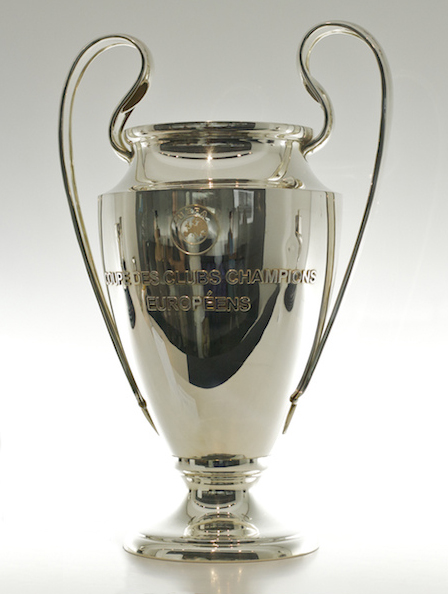
Le Steaua Bucarest champion d'Europe 1986.

Composition des équipes de la finale de la coupe des clubs champions 1986.

Son titre le plus glorieux restant la Coupe des clubs champions européens de 1986, remportée à Séville le 7 mai 1986 face au FC Barcelone, grâce notamment à son gardien Helmuth Duckadam, héros de cette soirée en arrêtant les 4 tirs au but catalans (0-0, 2-0 aux tirs au but). Le Steaua battra ensuite le Dynamo Kiev en Supercoupe d’Europe (1-0, but de Gheorghe Hagi) au stade Louis-II, à Monaco.
Le nouveau club, nommé Steaua Bucarest débute en quatrième division pour la saison 2017-2018 et reprend l'ancien logo du FC FCSB. En avril 2018, lors du derby contre le Rapid Bucarest, le club bat le record de spectateurs pour un match de quatrième division, avec 36 276 spectateurs. Lors des deux premières saisons le club se qualifie pour les barrages de montée, mais n'obtiendra pas la promotion.
Lors de la saison 2019-2020, le Steaua Bucarest gagnera la promotion en troisième division, puis la saison suivante la promotion en deuxième division.
En fin de saison 2021-2022, le Steaua termine à la quatrième place de la deuxième division, il est donc qualifié pour disputer les barrages de montée en première division, mais la fédération lui interdit la montée en Liga I, un club appartenant à une institution publique ne peut pas jouer dans une compétition professionnelle.

## Palmarès
Comme le Fotbal Club FCSB, le CSA Steaua Bucarest se réclame héritier du palmarès du Steaua Bucarest concernant tous les titres et trophées acquis de 1947 à 2003. Une dispute légale est engagée, en juillet 2019 le CSA Steaua obtient une première satisfaction mais non définitive. En juin 2021, le CSA Steaua gagne un nouveau procès contre le FC FCSB lui accordant les titres de 1947 à 1998, cependant les titres de 1998 à 2003 sont accordés au FC FCSB,.
Le Palmarès du CSA Steaua București (1947-1998) :
| Compétitions nationales | Compétitions internationales |
| - Championnat de Roumanie (20) - Champion : 1951, 1952, 1953, 1956, 1960, 1961, 1968, 1976, 1978, 1985, 1986, 1987, 1988, 1989, 1993, 1994, 1995, 1996, 1997 et 1998 - Vice-champion : 1954, 1958, 1963, 1977, 1980, 1984, 1990, 1991 et 1992 - Coupe de Roumanie (19) - Vainqueur : 1949, 1950, 1951, 1952, 1955, 1962, 1966, 1967, 1969, 1970, 1971, 1976, 1979, 1985, 1987, 1989, 1992, 1996 et 1997 - Finaliste : 1953, 1964, 1977, 1980, 1984, 1986 et 1990 - Supercoupe de Roumanie (3) - Vainqueur : 1994, 1995 et 1998 | - Coupe des clubs champions (1) - Vainqueur : 1986 - Finaliste : 1989 - Supercoupe de l'UEFA (1) - Vainqueur : 1986 - Coupe intercontinentale - Finaliste : 1986 |

## Image et identité

### Logo

Différents logo
Logo du Steaua
Logo repris au FCSB

## Stade
Le CSA Steaua Bucarest joue à ses débuts sur un terrain annexe du stade Ghencea qui sera démoli, depuis juillet 2021 le club joue au Stadionul Steaua reconstruit au même endroit et offrant une capacité de 31 254 places,.